# 西アフリカ・ポンド
西アフリカ・ポンド（英語：West African pound）は、主に西アフリカのイギリス植民地、保護領、信託統治領で使用されていた歴史的な通貨である。 UKポンドと等価であった。現在では全て他の通貨に置きかえられている。

## 歴史
西アフリカ・ポンドは1907年にナイジェリア、ゴールド・コースト（現在のガーナ）、ガンビア、シエラレオネにて流通が開始された。1912年より西アフリカ通貨連盟(West African Currency Board)により発行される。1907年に、リベリアでもリベリア・ドルに替わって西アフリカ・ポンドが導入された。リベリアでは1943年にUSドルに切替えられた。1916年、それまでドイツ領であった英領カメルーンにも西アフリカ・ポンドが導入された。
1958年から1968年の間に、新しく独立した国々において、別の通貨に置き換えられた。交換レートは次の通り。 
| 国             | 年   | 新通貨               | 交換レート 対ポンド |
| -------------- | ---- | -------------------- | ------------------- |
| ガーナ         | 1958 | ガーナ・ポンド       | 1                   |
| ナイジェリア   | 1958 | ナイジェリア・ポンド | 1                   |
| 英領カメルーン | 1961 | CFAフラン            | 700                 |
| シエラレオネ   | 1964 | レオン               | 2                   |
| ガンビア       | 1968 | ガンビア・ポンド     | 1                   |